# Bulbophyllum debruynii
Bulbophyllum debruynii là một loài phong lan thuộc chi Bulbophyllum.